# Orden de la Salud Pública (Bolivia)
La Orden de la Salud Pública es una condecoración de Bolivia.
Fue creada por Decreto Ley 7403 del 26 de noviembre de 1965 para «premiar los servicios eminentes y distinguidos de profesionales nacionales y extranjeros de las ramas médica y paramédica, cuya labor haya repercutido en un mejor estado de salud de la colectividad». La Orden de la Salud Pública se entrega en varios grados: Gran Oficial, Comendador, Oficial y Caballero. El Ministro de Salud es el Canciller de la Orden y el director del Servicio Nacional de Salud es el Secretario de la Orden.
La medalla es una pieza metálica (en forma circular en el grado Gran Oficial, en forma triangular en el de Caballero) que pende de una cinta con los colores nacionales.
Algunos condecorados son: Fidel Castro Ruz (presidente de Cuba), Luis Hurtado Gómez (fundador de la Sociedad Boliviana de Pediatría), Mirta Roses Periago (representante de la OPS/OMS en Bolivia), Gordon Jonathan Lewis (representante de UNICEF en Bolivia), Christian Darras (representante OPS/OMS Bolivia), y Domenico Bruzzone (representante de la Cooperación Italiana en Bolivia).